# كريستين ماري بيرخاوت
كريستين ماري بيرخاوت (بالهولندية: Christine Marie Berkhout)‏ (13 يوليو 1893 - 18 نوفمبر 1932) هي أخصائية فطريات. وصفت جنس المبيضات في أطروحتها الدكتوراه لجامعة أوتريخت في هولندا في عام 1923. وقد وصف هذا الحدث في وقت لاحق بأنه يمثل «بداية علم اللاهوت النظامي العقلاني للخمائر الخاملة المنشأ».